# Aksglæde
Jacob Aksglæde Petersen (geboren in 1991 op Funen), beter bekend onder het pseudoniem Aksglæde, is een Deense zanger en songwriter, die vooral bekend is geworden door zijn Indiepop- tracks Fantomføllinger en Giv Lys Igen . Hij debuteerde in 2016 met zijn ep Aksglæde en bracht in 2020 zijn debuutalbum Ting Ændrer Sig uit. Hij bracht voor het laatst het album All-in (Part 1) uit in 2022.
Een groot deel van de muziek van Aksglæde is geproduceerd en geschreven in samenwerking met Karl-Frederik Reichhardt. Aksglæde heeft ook een contact bij  platenmaatschappij disco:wax.

## Jeugd en privéleven
Aksglæde groeide op in een wijk met rijtjeshuizen in Hjallese op Funen, waar hij ook naar school ging. Hij omschrijft zijn opvoeding als veilig en gelukkig, en vertelt in de podcast "Bajer & Brunsviger" dat zijn ouders van muziek hielden en dat muziek daarom altijd een onderdeel van zijn opvoeding was. Het was echter pas aan het begin van zijn tienerjaren dat Aksglæde zelf begon met het spelen van muziek, wat er later toe leidde dat hij liedjes begon te schrijven.
Aksglæde verhuisde op 21-jarige leeftijd naar Kopenhagen en woont nog daar nog altijd. Hij heeft ook de Rytmisk Musikkonservatorie bezocht, maar stopte in 2019 met het programma.

## Discografie

### Aksglæde

#### Album
Ting  Ændrer Sig (2020)
All-in (deel 1) (2022)

#### Ep's
Aksglæde (2016)
Fortrudte Fortielser (2017)
Hvorfor Kom Du Overhovedet? (2019)

#### Singles
Fantomfølelser (2016)
Næste Sommer (2017)
Under Pres (2017)
Kender Du Det (2018)
PromilleRomantikken (2018)
Bare I Nogle Timer (2018)
Hvis Du Bare Havde Sagt Noget (2019)
Det Værste Det Bedste (2019)
Halvgud (2020)
Giv Lys Igen (2020)
Passager (2021)
I Nat (2021)
10-meteren (2021)
Mellem Dig & Mig (2023)
Femte Sal (2023)
Suser Hjem Til Julen (2023)